# Comité olympique des Maldives
Le Comité olympique des Maldives (en anglais, Maldives Olympic Committee, MOC) est le comité national olympique des Maldives fondé en 1985 et reconnu la même année par le Comité international olympique. Il est présidé par Ibrahim Ismail Ali. Son code CIO est MDV.